# Madeleine Bouchez
Pour les articles homonymes, voir Bouchez.
Madeleine Bouchez est une actrice française, née Madeleine Marguerite Douarin le 3 février 1893 à Combrée (Maine-et-Loire), morte le 2 mars 1992 à Viroflay (Yvelines).

## Filmographie

### Cinéma
- 1964 : Playtime de Jacques Tati
- 1965 : Qui êtes-vous, Polly Maggoo ? de William Klein
- 1966 : L'Homme à la Buick de Gilles Grangier
- 1966 : Le Scandale de Claude Chabrol
- 1968 : Le Débutant de Daniel Daert
- 1968 : Faut pas prendre les enfants du bon Dieu pour des canards sauvages de Michel Audiard
- 1968 : La Femme écarlate de Jean Valère
- 1969 : Et qu'ça saute de Guy Lefranc
- 1970 : Le Distrait de Pierre Richard
- 1970 : Les Novices de Guy Casaril
- 1970 : On est toujours trop bon avec les femmes de Michel Boisrond
- 1971 : L'An 01 de Jacques Doillon
- 1972 : Na ! de Jacques Martin
- 1972 : Pas folle la guêpe de Jean Delannoy
- 1972 : Un homme libre de Roberto Muller
- 1973 : Le Commando des chauds lapins de Guy Pérol
- 1973 : Les grands sentiments font les bons gueuletons de Michel Berny
- 1975 : Opération Lady Marlène de Robert Lamoureux
- 1975 : Les Petits Dessous des grands ensembles de Christian Chevreuse
- 1975 : Silence... on tourne de Roger Coggio
- 1976 : La Face cachée d'Adolf Hitler de Richard Balducci et Tony Blum
- 1976 : Une fille cousue de fil blanc de Michel Lang
- 1976 : Le Vieux Pays où Rimbaud est mort de Jean-Pierre Lefebvre
- 1977 : Une femme, un jour... de Léonard Keigel
- 1977 : Dialogue sous la lampe de Christian Riberzani (court métrage)
- 1977 : L'Hôtel de la plage de Michel Lang
- 1977 : La nuit, tous les chats sont gris de Gérard Zingg
- 1977 : Sale Rêveur de Jean-Marie Périer
- 1978 : Le Fils puni de Philippe Collin
- 1979 : L'Associé de René Gainville
- 1979 : Tout dépend des filles de Pierre Fabre
- 1980 : Fais gaffe à la gaffe! de Paul Boujenah
- 1980 : On n'est pas des anges... elles non plus de Michel Lang
- 1980 : Vacances déchaînées de Maxime Debest
- 1981 : L'Année prochaine... si tout va bien de Jean-Loup Hubert
- 1981 : San-Antonio ne pense qu'à ça de Joël Séria
- 1982 : Les Misérables de Robert Hossein
- 1984 : La Femme ivoire de Dominique Cheminal

### Télévision
- 1970 : Rendez-vous à Badenberg, feuilleton de Jean-Michel Meurice
- 1974 : La Folie des bêtes, feuilleton télévisé de Fernand Marzelle
- 1977 : Rendez-vous en noir, de Claude Grinberg
- 1978 : Claudine en ménage d'Édouard Molinaro
- 1978 : Les Enquêtes du commissaire Maigret, épisode : Maigret et le tueur de Marcel Cravenne
- 1979 : Médecins de nuit de Pierre Lary, épisode : Henri Gillot, retraité (série télévisée)
- 1980 : Petit déjeuner compris - Feuilleton en 6 épisodes de 52 min - de Michel Berny : La vieille dame